# Liste des cantons de la Nièvre

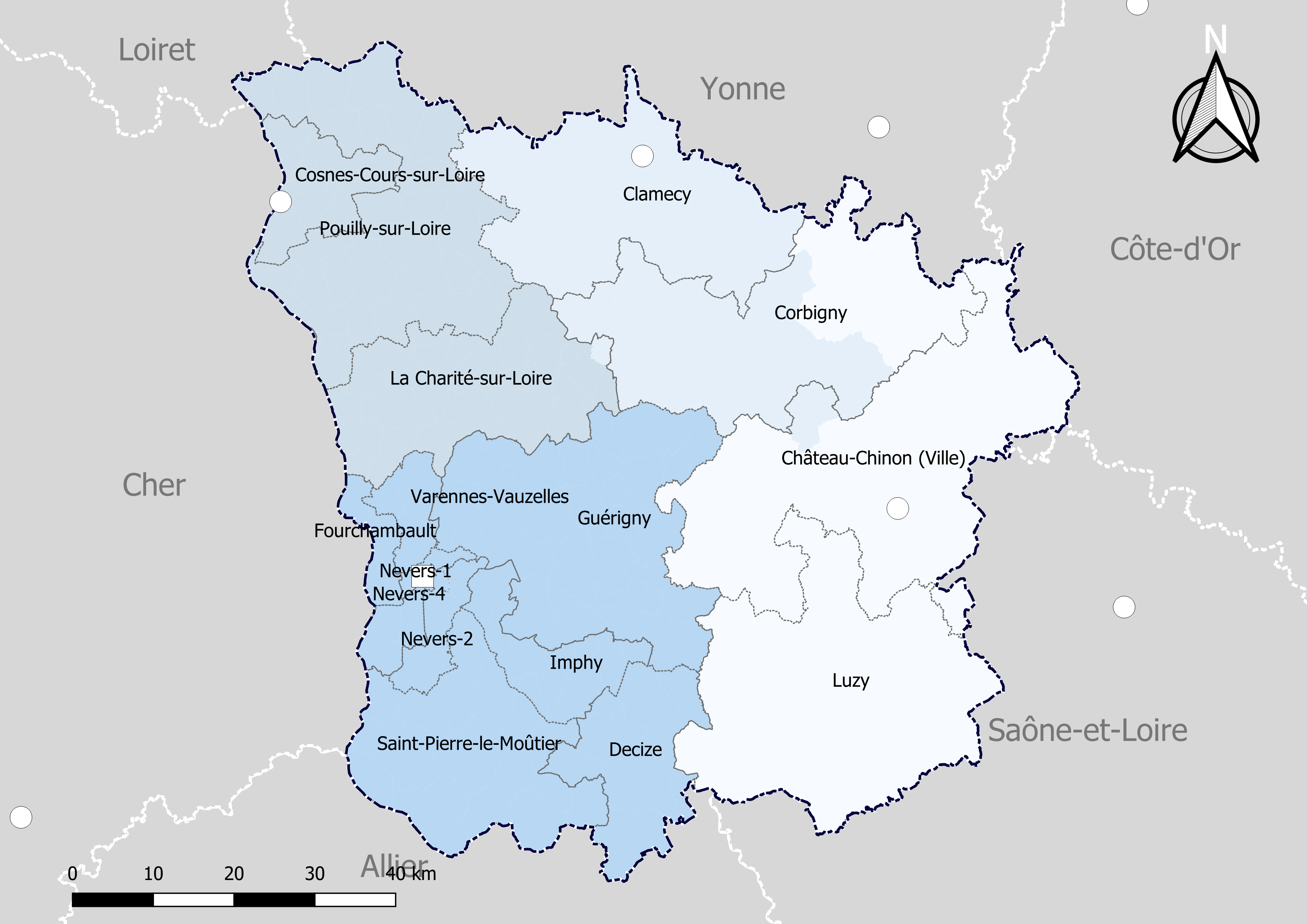
Découpage cantonal du département de la Nièvre, avec en surimpression les arrondissements (en nuances de bleu) - Carte arrêtée au 1er janvier 2019.

Le département de la Nièvre compte 17 cantons depuis le redécoupage cantonal de 2014 (32 cantons auparavant).

## Histoire

### Découpage antérieur à 2014

Les cantons de la Nièvre

Le département de la Nièvre comprenait 32 cantons.

#### Arrondissement de Château-Chinon (Ville)
L'arrondissement de Château-Chinon (Ville) comptait 6 cantons :
1. canton de Château-Chinon (Ville)
2. canton de Châtillon-en-Bazois
3. canton de Fours
4. canton de Luzy
5. canton de Montsauche-les-Settons
6. canton de Moulins-Engilbert

Note : la nomenclature officielle (Code officiel géographique de l'Insee) utilisait jusqu'en 2008 la surprenante graphie Château-Chinon(Ville), sans espace, pour qualifier la commune, le canton et l'arrondissement. En dehors de ces usages officiels, cette graphie était peu respectée, de même que, dans l'usage courant, les noms sont abrégés en « Château-Chinon », « canton de Château-Chinon » et « arrondissement de Château-Chinon ». Depuis l'établissement du Code officiel géographique de 2009, les graphies officielles sont « Château-Chinon (Ville) », « canton de Château-Chinon (Ville) » et « arrondissement de Château-Chinon (Ville) » (avec une espace).

#### Arrondissement de Clamecy
L'arrondissement de Clamecy comptait 6 cantons :
1. canton de Brinon-sur-Beuvron
2. canton de Clamecy
3. canton de Corbigny
4. canton de Lormes
5. canton de Tannay
6. canton de Varzy

#### Arrondissement de Cosne-Cours-sur-Loire
L'arrondissement de Cosne-Cours-sur-Loire comptait 7 cantons :
1. canton de la Charité-sur-Loire
2. canton de Cosne-Cours-sur-Loire-Nord
3. canton de Cosne-Cours-sur-Loire-Sud
4. canton de Donzy
5. canton de Pouilly-sur-Loire
6. canton de Prémery
7. canton de Saint-Amand-en-Puisaye

#### Arrondissement de Nevers
L'arrondissement de Nevers comptait 13 cantons :
1. canton de Decize
2. canton de Dornes
3. canton de Guérigny
4. canton d'Imphy
5. canton de La Machine
6. canton de Nevers-Centre
7. canton de Nevers-Est
8. canton de Nevers-Nord
9. canton de Nevers-Sud
10. canton de Pougues-les-Eaux
11. canton de Saint-Benin-d'Azy
12. canton de Saint-Pierre-le-Moûtier
13. canton de Saint-Saulge

### Réforme de 2014
Dans la poursuite de la réforme territoriale engagée en 2010, l'Assemblée nationale adopte définitivement le 17 avril 2013 la réforme du mode de scrutin pour les élections départementales destinée à garantir la parité hommes/femmes. Les lois (loi organique 2013-402 et loi 2013-403) sont promulguées le 17 mai 2013. Un nouveau découpage territorial est défini par décret du 18 février 2014 pour le département de la Nièvre. Celui-ci entre en vigueur lors du premier renouvellement général des assemblées départementales suivant la publication du décret, soit en mars 2015. Les conseillers départementaux sont élus au scrutin majoritaire binominal mixte. Les électeurs de chaque canton éliront au Conseil départemental, nouvelle appellation des Conseils généraux, deux membres de sexe différent, qui se présenteront en binôme de candidats. Les conseillers départementaux seront élus pour 6 ans au scrutin binominal majoritaire à deux tours, l'accès au second tour nécessitant 10 % des inscrits au 1er tour. En outre la totalité des conseillers départementaux est renouvelée.
Ce nouveau mode de scrutin nécessite un redécoupage des cantons dont le nombre est divisé par deux avec arrondi à l'unité impaire supérieure si ce nombre n'est pas entier impair et avec des conditions de seuils minimaux. Dans la Nièvre le nombre de cantons passe ainsi de 32 à 17.
Les critères du remodelage cantonal sont les suivants : le territoire de chaque canton doit être défini sur des bases essentiellement démographiques, le territoire de chaque canton doit être continu et les communes de moins de 3 500 habitants sont entièrement comprises dans le même canton. Il n’est fait référence, ni aux limites des arrondissements, ni à celles des circonscriptions législatives.
Conformément à de multiples décisions du Conseil constitutionnel depuis 1985 et notamment sa décision no 2010-618 DC du 9 décembre 2010, il est admis que le principe d’égalité des électeurs au regard des critères démographiques est respecté lorsque le ratio conseiller/habitant de la circonscription est compris dans une fourchette de 20 % de part et d'autre du ratio moyen conseiller/habitant du département. Pour le département de la Nièvre, la population de référence est la population légale en vigueur au 1er janvier 2013, à savoir la population millésimée 2010, soit 219 584 habitants. Avec 17 cantons la population moyenne par conseiller départemental est de 12 917 habitants. Ainsi la population de chaque nouveau canton doit-elle être comprise entre 10 333 habitants et 15 500 habitants pour respecter le principe de l'égalité citoyenne au vu des critères démographiques.

## Composition actuelle

### Composition détaillée
| N° | Nom du Canton           | Bureau centralisateur   | Population 2010         | Écart /moyenne | Nombre de communes entières | Communes composant le canton |
| -- | ----------------------- | ----------------------- | ----------------------- | -------------- | --------------------------- | --- |
| 1  | La Charité-sur-Loire    | La Charité-sur-Loire    | 14 968                  | 1,16           | 28                          | Arbourse, Arthel, Arzembouy, Beaumont-la-Ferrière, La Celle-sur-Nièvre, Champlemy, Champlin, Champvoux, La Charité-sur-Loire, Chasnay, Chaulgnes, Dompierre-sur-Nièvre, Giry, Lurcy-le-Bourg, La Marche, Montenoison, Moussy, Murlin, Nannay, Narcy, Oulon, Prémery, Raveau, Saint-Aubin-les-Forges, Saint-Bonnot, Sichamps, Tronsanges, Varennes-lès-Narcy. |
| 2  | Château-Chinon          | Château-Chinon          | 13 584                  | 1,05           | 40                          | Achun, Alligny-en-Morvan, Alluy, Arleuf, Aunay-en-Bazois, Biches, Blismes, Brinay, Château-Chinon (Campagne), Château-Chinon (Ville), Châtillon-en-Bazois, Châtin, Chaumard, Chougny, Corancy, Dommartin, Dun-sur-Grandry, Fâchin, Gien-sur-Cure, Glux-en-Glenne, Gouloux, Lavault-de-Frétoy, Limanton, Mont-et-Marré, Montapas, Montigny-en-Morvan, Montreuillon, Montsauche-les-Settons, Moux-en-Morvan, Onlay, Ougny, Ouroux-en-Morvan, Planchez, Saint-Agnan, Saint-Brisson, Saint-Hilaire-en-Morvan, Saint-Léger-de-Fougeret, Saint-Péreuse, Tamnay-en-Bazois, Tintury.                                                               |
| 3  | Clamecy                 | Clamecy                 | 15 382                  | 1,19           | 46                          | Amazy, Armes, Asnois, Billy-sur-Oisy, Breugnon, Brèves, La Chapelle-Saint-André, Chevroches, Clamecy, Corvol-l'Orgueilleux, Courcelles, Cuncy-lès-Varzy, Dirol, Dornecy, Entrains-sur-Nohain, Flez-Cuzy, Lys, La Maison-Dieu, Marcy, Menou, Metz-le-Comte, Moissy-Moulinot, Monceaux-le-Comte, Neuffontaines, Nuars, Oisy, Ouagne, Oudan, Parigny-la-Rose, Pousseaux, Rix, Ruages, Saint-Aubin-des-Chaumes, Saint-Didier, Saint-Germain-des-Bois, Saint-Pierre-du-Mont, Saizy, Surgy, Talon, Tannay, Teigny, Trucy-l'Orgueilleux, Varzy, Vignol, Villiers-le-Sec, Villiers-sur-Yonne.                                                      |
| 4  | Corbigny                | Corbigny                | 10 776                  | 0,83           | 45                          | Anthien, Asnan, Authiou, Bazoches, Beaulieu, Beuvron, Brassy, Brinon-sur-Beuvron, Bussy-la-Pesle, Cervon, Chalaux, Challement, Champallement, Chaumot, Chazeuil, Chevannes-Changy, Chitry-les-Mines, La Collancelle, Corbigny, Corvol-d'Embernard,Dun-les-Places, Empury, Épiry, Gâcogne, Germenay, Grenois, Guipy, Héry, Lormes, Magny-Lormes, Marigny-l'Église, Marigny-sur-Yonne, Mhère, Moraches, Mouron-sur-Yonne, Neuilly, Pazy, Pouques-Lormes, Saint-André-en-Morvan, Saint-Martin-du-Puy, Saint-Révérien, Sardy-lès-Épiry, Taconnay, Vauclaix, Vitry-Laché.                                                                       |
| 5  | Cosne-Cours-sur-Loire   | Cosne-Cours-sur-Loire   | 15 071                  | 1,17           | 7                           | Alligny-Cosne, La Celle-sur-Loire, Cosne-Cours-sur-Loire, Myennes, Pougny, Saint-Loup, Saint-Père. |
| 6  | Decize                  | Decize                  | 11 679                  | 0,9            | 9                           | Champvert, Cossaye, Decize, Devay, Lamenay-sur-Loire, Lucenay-lès-Aix, Saint-Germain-Chassenay, Saint-Léger-des-Vignes, Verneuil. |
| 7  | Fourchambault           | Fourchambault           | 12 749                  | 0,99           | 4                           | Fourchambault, Garchizy, Germigny-sur-Loire, Marzy. |
| 8  | Guérigny                | Guérigny                | 14 674                  | 1,14           | 32                          | Anlezy, Bazolles, Beaumont-Sardolles, Billy-Chevannes, Bona, Cizely, Crux-la-Ville, Diennes-Aubigny, La Fermeté, Fertrève, Frasnay-Reugny, Guérigny, Jailly, Limon, Montigny-aux-Amognes, Nolay, Poiseux, Rouy, Saint-Benin-d'Azy, Saint-Benin-des-Bois, Saint-Firmin, Saint-Franchy, Saint-Jean-aux-Amognes, Saint-Maurice, Saint-Martin-d'Heuille, Saint-Saulge, Saint-Sulpice, Sainte-Marie, Saxi-Bourdon, Urzy, Vaux d'Amognes, Ville-Langy. |
| 9  | Imphy                   | Imphy                   | 10 855                  | 0,84           | 9                           | Béard, Druy-Parigny, Imphy, La Machine, Saint-Ouen-sur-Loire, Sauvigny-les-Bois, Sougy-sur-Loire, Thianges, Trois-Vèvres. |
| 10 | Luzy                    | Luzy                    | 13 226                  | 1,02           | 32                          | Avrée, Cercy-la-Tour, Charrin, Chiddes, Fléty, Fours, Isenay, Lanty, Larochemillay, Luzy, Maux, Millay, Montambert, Montaron, Montigny-sur-Canne, Moulins-Engilbert, La Nocle-Maulaix, Poil, Préporché, Rémilly, Saint-Gratien-Savigny, Saint-Hilaire-Fontaine, Saint-Honoré-les-Bains, Saint-Seine, Savigny-Poil-Fol, Sémelay, Sermages, Tazilly, Ternant, Thaix, Vandenesse, Villapourçon. |
| 11 | Nevers-1                | Nevers                  | 3 557 + fraction Nevers |                | 1 + fraction Nevers         | 1° La commune suivante : Coulanges-lès-Nevers. 2° La partie de la commune de Nevers située au nord d'une ligne définie par l'axe des voies et limites suivantes : depuis la limite territoriale de la commune de Coulanges-lès-Nevers, rue du Moulin-à-Vent, voie ferrée jusqu'à la rue Jean-Gautherin, pont de Chagny, rue Jean-Gautherin, rue des Chauvelles, rond-point René-Martin, avenue Colbert, place des Pèlerins, rue Paul-Vaillant-Couturier, rue de Lourdes, rue Saint-Gildard, place de la Fontaine-d'Argent, rue du 13e-de-Ligne, ligne de chemin de fer jusqu'à la limite territoriale de la commune de Varennes-Vauzelles. |
| 12 | Nevers-2                | Nevers                  | 5 219                   | 0,4            | 3                           | 1° Les communes suivantes : Magny-Cours, Saint-Éloi, Sermoise-sur-Loire. 2° La partie de la commune de Nevers située à l'est d'une ligne définie par l'axe des voies et limites suivantes : depuis la limite territoriale de la commune de Saint-Éloi, rive droite de la Loire, pont de la Loire, bords de Loire, ruisseau de l'Éperon, voie ferrée jusqu'à la rue Mademoiselle-Bourgeois, rue Mademoiselle-Bourgeois, jusqu'à la limite territoriale de la commune de Coulanges-lès-Nevers. |
| 13 | Nevers-3                | Nevers                  | 2 510 + fraction Nevers |                | 3 + fraction Nevers         | 1° Les communes suivantes : Challuy, Gimouille, Saincaize-Meauce. 2° La partie de la commune de Nevers non incluse dans les cantons de Nevers-1, Nevers-2 et Nevers-4. |
| 14 | Nevers-4                | Nevers                  | fraction Nevers         |                | fraction Nevers             | Partie de la commune Nevers située à l'ouest d'une ligne définie par l'axe des voies suivantes : depuis la limite territoriale de la commune de Varennes-Vauzelles, ligne de chemin de fer, pont de la Grippe, rue Emile-Martin (rue du Viaduc) jusqu'à la Loire, rive droite de la Loire jusqu'à la limite territoriale de la commune de Marzy. |
| 15 | Pouilly-sur-Loire       | Pouilly-sur-Loire       | 15 165                  | 1,17           | 29                          | Annay, Arquian, Bitry, Bouhy, Bulcy, Cessy-les-Bois, Châteauneuf-Val-de-Bargis, Ciez, Colméry, Couloutre, Dampierre-sous-Bouhy, Donzy, Garchy, Menestreau, Mesves-sur-Loire, Neuvy-sur-Loire, Perroy, Pouilly-sur-Loire, Saint-Amand-en-Puisaye, Saint-Andelain, Saint-Laurent-l'Abbaye, Saint-Malo-en-Donziois, Saint-Martin-sur-Nohain, Saint-Quentin-sur-Nohain, Saint-Vérain, Sainte-Colombe-des-Bois, Suilly-la-Tour, Tracy-sur-Loire, Vielmanay. |
| 16 | Saint-Pierre-le-Moûtier | Saint-Pierre-le-Moûtier | 10 353                  | 0,8            | 17                          | Avril-sur-Loire, Azy-le-Vif, Chantenay-Saint-Imbert, Chevenon, Dornes, Fleury-sur-Loire, Langeron, Livry, Luthenay-Uxeloup, Mars-sur-Allier, Neuville-lès-Decize, Saint-Parize-en-Viry, Saint-Parize-le-Châtel, Saint-Pierre-le-Moûtier, Toury-Lurcy, Toury-sur-Jour, Tresnay. |
| 17 | Varennes-Vauzelles      | Varennes-Vauzelles      | 13 054                  | 1,01           | 3                           | Parigny-les-Vaux, Pougues-les-Eaux, Varennes-Vauzelles. |
|    |                         |                         | 219 584                 |                | 312                         | |

### Répartition par arrondissement
Contrairement à l'ancien découpage où chaque canton était inclus à l'intérieur d'un seul arrondissement, le nouveau découpage territorial s'affranchit des limites des arrondissements. Certains cantons peuvent être composés de communes appartenant à des arrondissements différents. Dans le département de la Nièvre, c'est le cas de deux cantons (Château-Chinon et Guérigny).
Le tableau suivant présente la répartition par arrondissement :
| N° | Canton                  | Château-Chinon (Ville) | Clamecy | Nevers              | Cosne-Cours-sur-Loire | Total               |
| -- | ----------------------- | ---------------------- | ------- | ------------------- | --------------------- | ------------------- |
| 1  | La Charité-sur-Loire    |                        |         |                     | 28                    | 28                  |
| 2  | Château-Chinon          | 39                     |         | 1                   |                       | 40                  |
| 3  | Clamecy                 |                        | 46      |                     |                       | 46                  |
| 4  | Corbigny                |                        | 47      |                     |                       | 47                  |
| 5  | Cosne-Cours-sur-Loire   |                        |         |                     | 7                     | 7                   |
| 6  | Decize                  |                        |         | 9                   |                       | 9                   |
| 7  | Fourchambault           |                        |         | 4                   |                       | 4                   |
| 8  | Guérigny                | 1                      |         | 32                  |                       | 33                  |
| 9  | Imphy                   |                        |         | 9                   |                       | 9                   |
| 10 | Luzy                    | 32                     |         |                     |                       | 32                  |
| 11 | Nevers-1                |                        |         | 1 + fraction Nevers |                       | 1 + fraction Nevers |
| 12 | Nevers-2                |                        |         | 3 + fraction Nevers |                       | 3 + fraction Nevers |
| 13 | Nevers-3                |                        |         | 3 + fraction Nevers |                       | 3 + fraction Nevers |
| 14 | Nevers-4                |                        |         | fraction Nevers     |                       | fraction Nevers     |
| 15 | Pouilly-sur-Loire       |                        |         |                     | 29                    | 29                  |
| 16 | Saint-Pierre-le-Moûtier |                        |         | 17                  |                       | 17                  |
| 17 | Varennes-Vauzelles      |                        |         | 3                   |                       | 3                   |
|    |                         | 72                     | 93      | 83                  | 64                    | 312                 |